# Eterna SA

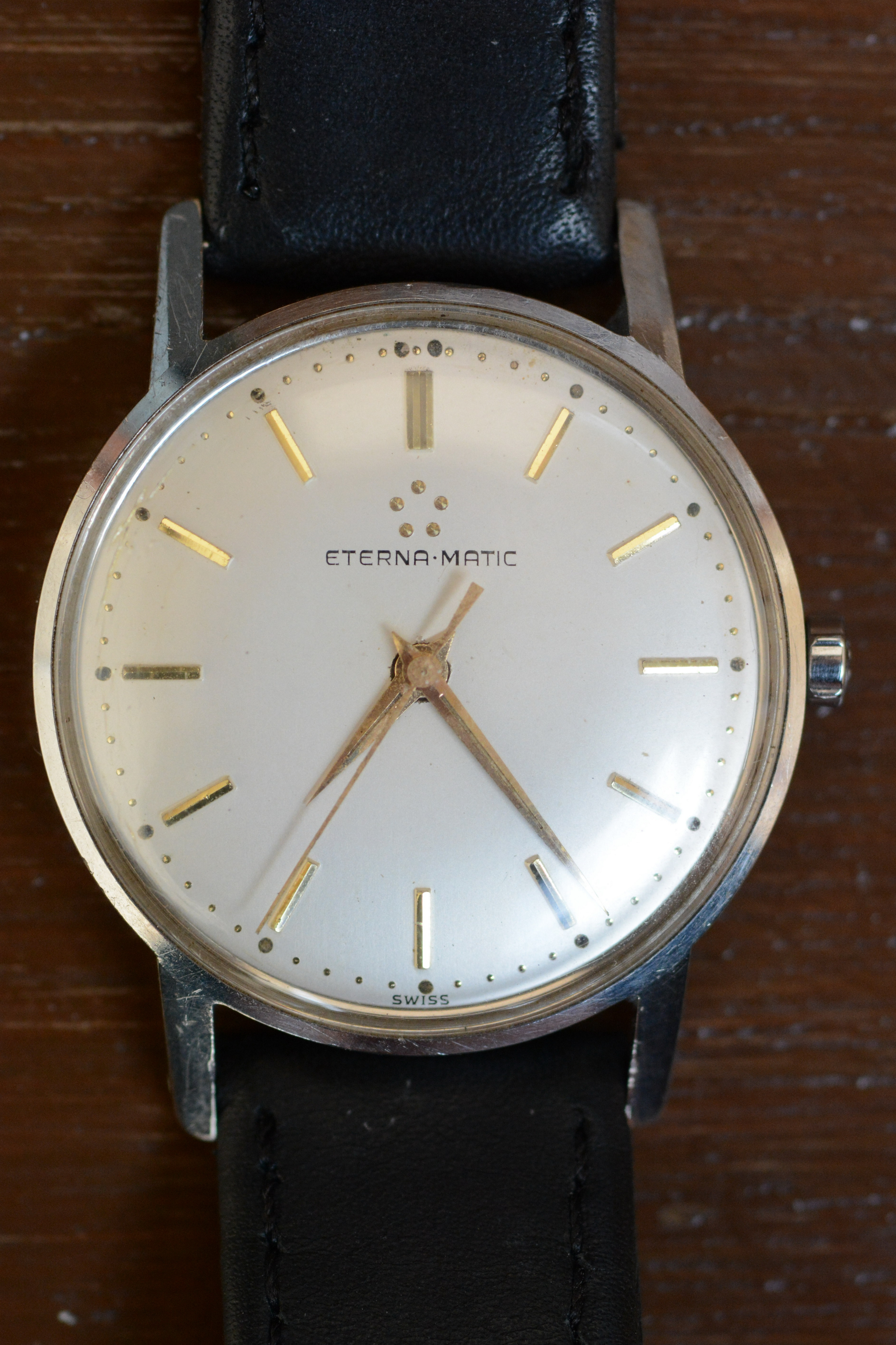
Eterna-Matic, Cal. 1414U, 1958

Eterna es una firma suiza de relojería fundada en 1856 y localizada en Granges, a los pies de las montañas del Jura.

## Historia
El 7 de noviembre de 1856, el doctor Josef Girard y el profesor Urs Schild, entonces con 28 años de edad, crearon en Granges la fábrica de ébauches "Dr. Girard & Schild", que más tarde se conocerá como Eterna. Ocho años después la empresa define por escrito los derechos y deberes recíprocos de empleadores y empleados. En la década de 1870, el primer reloj íntegramente fabricado en su seno convierte a la empresa en una industria manufacturera.
En 1882, Urs Schild acepta un mandato en el Consejo Nacional de Suiza. Fallece seis años después, con tan sólo 58 años. Un año después, el nombre de Eterna aparece por primera vez en la esfera de un reloj de bolsillo. 
En 1932 Theodor Schild,  divide Eterna en dos diferentes compañías: 1. Eterna SA para la fabricación de relojes de precisión. 2. ETA SA para la producción de movimientos. Más tarde, Eterna presenta diferentes cronógrafos de pulsera, así como relojes de pulsera rectangulares con segundero central.

## Algunas fechas
- 1914: La marca presenta el primer reloj de pulsera con despertador fabricado en serie.
- 1930: Eterna desarrolla el calibre tipo "baguette" que gozó de gran popularidad entre las señoras.
- 1947: El "Kon Tiki" de Eterna, es utilizado por la tripulación del investigador noruego Thor Heyerdahl en la balsa Kon Tiki, en su travesía de 7.600 kilómetros durante 97 días por el Pacífico.
- 1948: Este es el año de la creación del Eterna-Matic.  Por primera vez se utilizaron cojinetes de bolas para montar el volante en un movimiento de cuerda automático. Las bolas Eterna presentan a partir de entonces el famoso logotipo compuesto por un rodamiento de 5 bolas.
- 2004-2009: Eterna se reconcilia con su pasada de auténtica manufactura y crea los calibres 6036, el calibre 6037 y finalmente, en 2009, medio siglo después del Eterna-Matic, "Eterna Spherodrive". Es un movimiento de cuerda manual con una reserva de marcha superior a una semana.[3]

## Colección
- Adventic
- Vaughan
- Madison
- Heritage
- Centenaire
- 1948
- KonTiki
- Tangaroa
- Artena
- Contessa

## Gallería

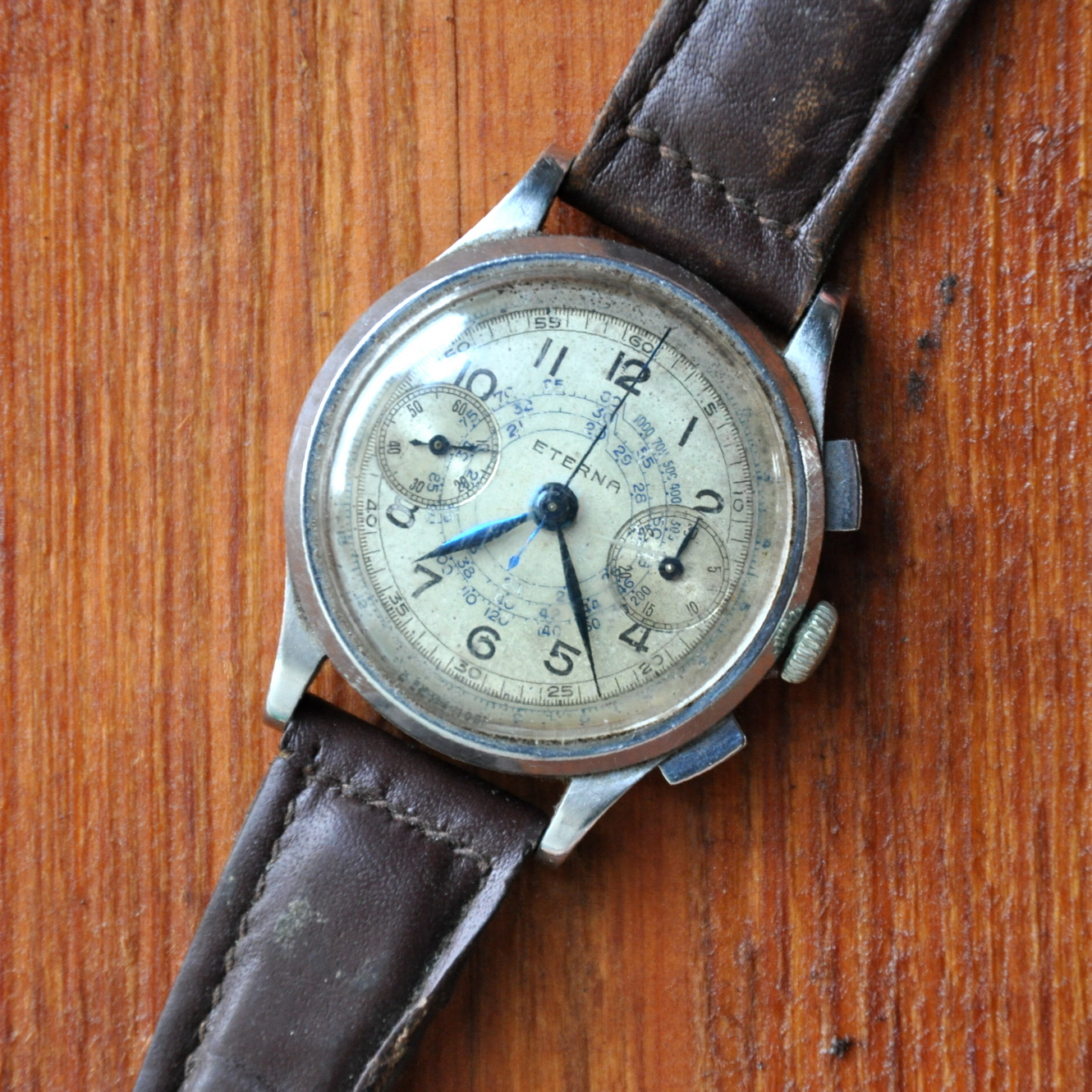
Eterna, 1925
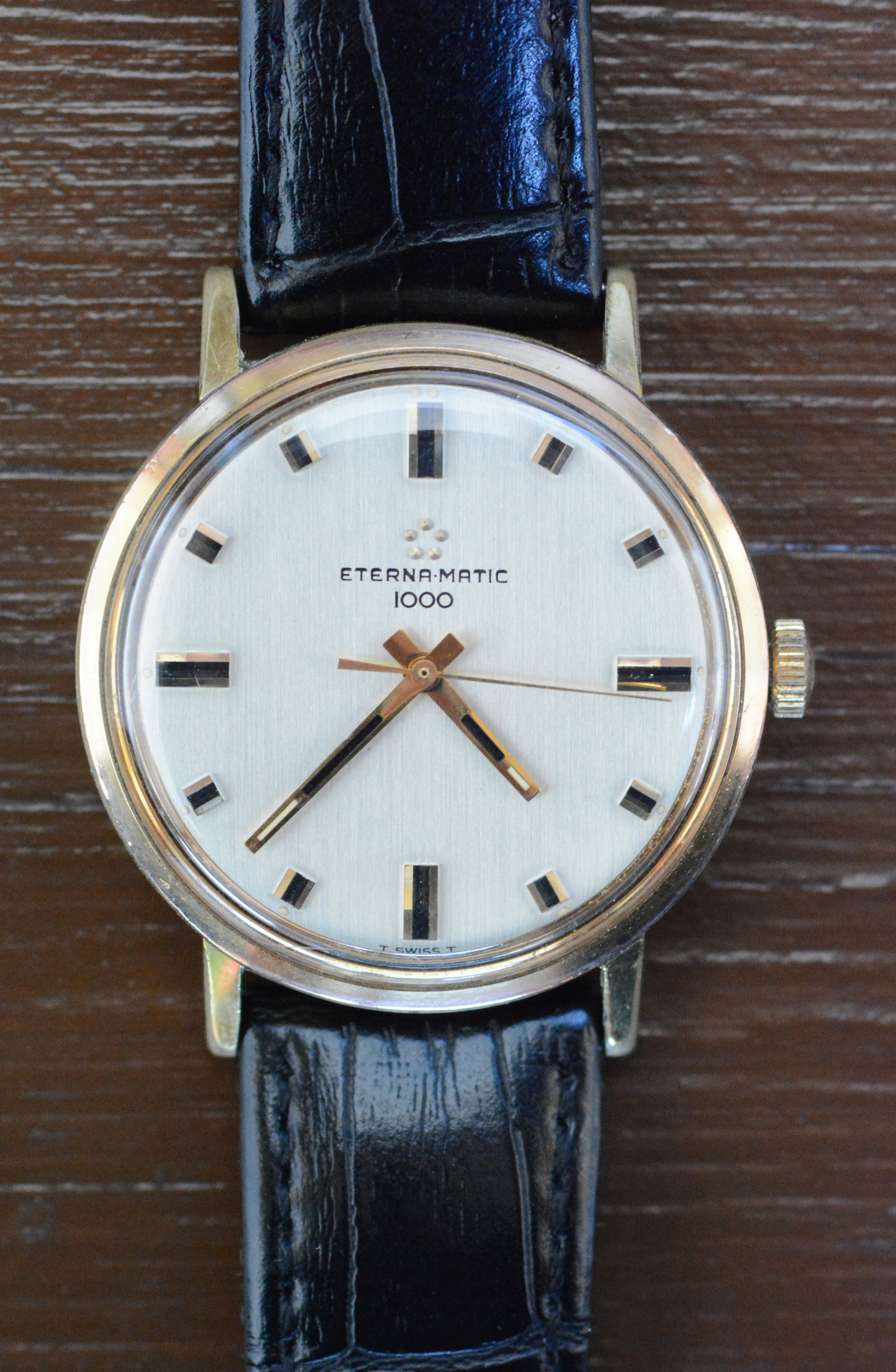
Eterna-Matic 1000, Cal. 1479K, 1966
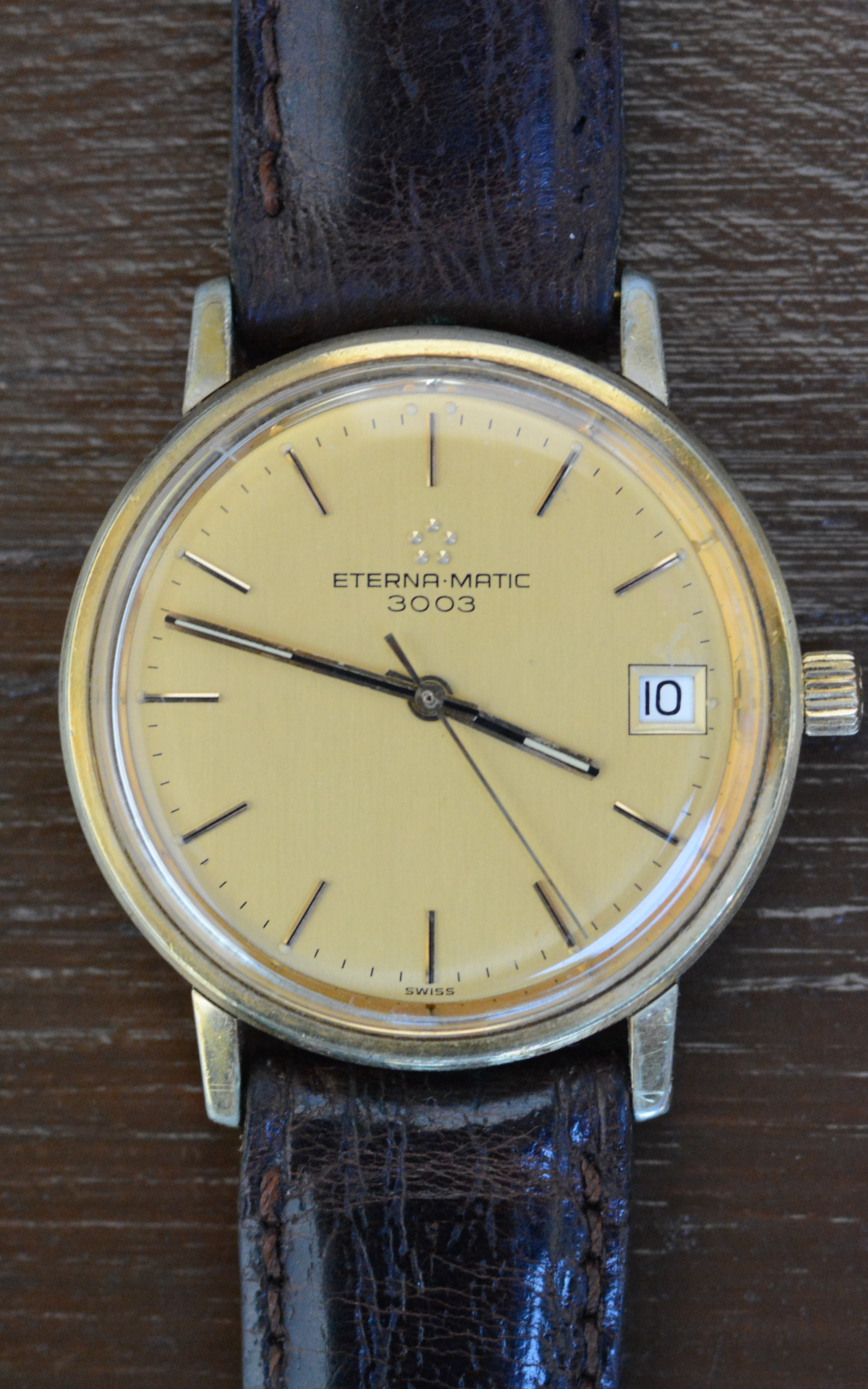
Eterna-Matic 3003, Cal. 1504, 1974
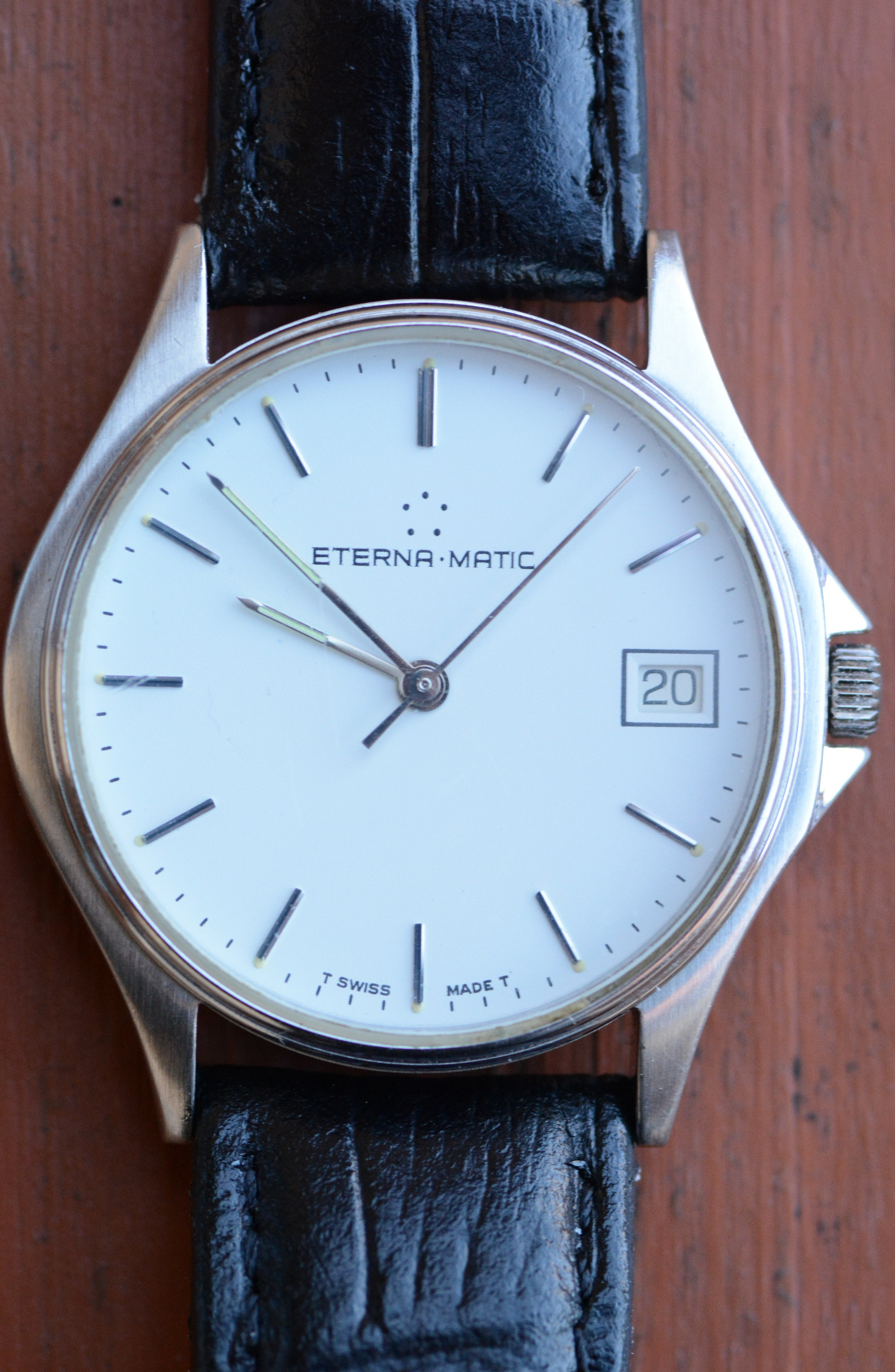
Eterna-Matic 1.043.3.1.04